# Air Jordan
Air Jordan é uma linha de calçados de basquete produzida pela Nike, Inc. Vestuário e acessórios relacionados são comercializados sob a marca Jordan Brand. O primeiro tênis Air Jordan foi produzido para o ex-jogador de basquete do Hall of Fame Michael Jordan durante seu tempo com o Chicago Bulls no final de 1984 e lançado ao público em 1º de abril de 1985. Os sapatos foram desenhados para a Nike por Peter Moore, Tinker Hatfield e Bruce Kilgore. O logotipo, conhecido como "Jumpman", originou-se de uma fotografia de Jacobus Rentmeester, tirada antes de Jordan jogar pela equipe dos Estados Unidos nos Jogos Olímpicos de Verão de 1984.

## História
Quando Jordan estava entrando em seu ano de estreia em 1984, ele foi abordado pela Adidas, Converse e Nike para assinar um contrato de calçados. A Nike comprometeu um encontro convincente com Jordan, exibindo um "vídeo de destaque das várias enterradas e movimentos antigravitacionais de Jordan, marcados para a música pop de 1984 "Jump", das The Pointer Sisters, além de fornecer o primeiro design do tênis para mostrar a ele. Jordan criticou o sapato por suas colorações, no entanto, a Nike colocou sua opinião e críticas em grande consideração para criar uma marca que representasse a identidade de Jordan como uma peça e criar seu "verdadeiro sapato de assinatura". Embora Jordan tivesse muitas ofertas, a Nike era a única determinada a fazer de Jordan "uma estrela autônoma e dar a ele uma linha de calçados exclusiva", outras empresas o viam como uma figura que poderiam usar. Por fim, em 26 de outubro de 1984, Michael Jordan assinou um contrato de cinco anos, US$2.5 milhões com a Nike, três vezes mais do que qualquer outro negócio na National Basketball Association (NBA) naquela época. A Nike lançou a linha de tênis Air Jordan em abril de 1985 com o objetivo de levantar US$3 milhões nos primeiros três anos. As vendas superaram em muito as expectativas, levantando US$126 milhões em um ano.
A política da NBA afirmava que os tênis deveriam ser 51% brancos e de acordo com os tênis que o restante do time usava. O não cumprimento dessa política resultou em uma multa de US$ 5.000 por jogo. A Nike projetou o Air Jordan I com base nas cores do Chicago Bull, vermelho e preto, e apenas 23% de branco, o que era uma violação dessa política. A empresa concordou em pagar cada multa, o que acabou gerando muita polêmica, mas também ganhou muita publicidade ao tênis. Com as multas que a NBA aplicou a Jordan por usar os tênis, deu um traço único ao que as pessoas associavam a eles, como inovador, pois quebrou as regras da NBA. Eles também aproveitaram essa oportunidade de marketing com o anúncio "Banned" do Air Jordan I, que afirmava "Em 15 de outubro, a Nike criou um novo tênis de basquete revolucionário. Em 18 de outubro, a NBA os expulsou do jogo. Felizmente, a NBA não pode impedir você de usá-los. Air Jordan. Da Nike. O calçado acabou vendendo 50.000 pares e gerou mais de US$ 50 milhões em vendas.
Em 9 de setembro de 1997, Michael Jordan e a Nike apresentaram a Jordan Brand (originalmente chamada de 'Brand Jordan') em uma coletiva de imprensa dada na Cidade de Nova Iorque. Os calçados apareceram pela primeira vez nas prateleiras das lojas em 1º de novembro de 1998. A marca construiu um modelo de negócios sustentável lançando novos designs, modelos retrô e colaborando com artistas populares como Travis Scott, Eminem e Drake.
Somente em 2022, a marca Jordan arrecadou US$ 5,1 bilhões para a Nike. Desse total, US$ 150-256 milhões foram diretamente para Michael Jordan sob seu contrato com a Nike.

## Logo
O logotipo "Jumpman" originou-se de uma sessão de fotos que Michael Jordan fez a revista Life antes de jogar pela equipe Estados Unidos nos Jogos Olímpicos de Verão de 1984, fotografado por Jacobus Rentmeester. Esta sessão de fotos foi tirada antes de Jordan assinar com a Nike em 1985, com Jordan vestindo seu macacão olímpico e New Balances fazendo uma pose idêntica à técnica do balé grand jeté. Moore, responsável pela equipe de design, se deparou com esta edição da revista Life e fez Jordan replicar a pose ao par de tênis da Nike. O logotipo "Jumpman" foi desenvolvido e passou por várias mudanças e pode ser visto em tênis, roupas, chapéus, meias e outras formas de uso, tornando-se um dos logotipos mais reconhecidos na indústria do atletismo.

## Cinema e televisão
Air é um longa-metragem longa-metragem estadunidense biográfico esportivo e dramático lançado em 2023 dirigido por Ben Affleck e escrito por Alex Convery, baseado em fatos reais sobre a origem do Air Jordan, quando Sonny Vaccaro, funcionário da Nike, buscava fechar um negócio com o novato Michael Jordan. É estrelado por Matt Damon como Vaccaro.
Existem filmes que citaram o Air Jordan. Em 1989, Do the Right Thing retratou um personagem que atende pelo apelido de Buggin Out" em um par limpo de Air Jordan 4s que ficou arranhado. Inspirada no filme, a marca Air Jordan homenageou criando um Jordan 4 que foi projetado como uma réplica dos tênis desgastados que Buggin Out usava. Os calçados ainda foram apresentados em outros filmes, incluindo White House Down (2013), Uncle Drew (2018) e Spider-Man: Into the Spider-Verse (2018), e os documentários Unbanned: The Legend of AJ1 (2018), One Man and His Shoes (2020), e o "Episódio V" de The Last Dance (2020), documentário acerca da carreira e trajetória de Michael Jordan.